# Хан, Андре
Андре́ Хан (нем. André Hahn; 13 августа 1990, Оттерндорф, Нижняя Саксония) — немецкий футболист, полузащитник.

## Биография
Родился 13 августа 1990 года в семье страхового агента Андреаса Хана. Семья Ханов имеет богатое спортивное наследие: дед в середине прошлого века тренировал сборную Германии по конькобежному спорту, бабушка была профессиональной наездницей, а отец когда-то играл в гандбол за местный клуб. Вместе со своим младшим братом, Йоахимом, Андре провёл большую часть детства на семейной ферме неподалеку от Оттерндорфа, где и начинал играть в футбол.
Первым клубом Хана стал местный одноимённый клуб «Оттерндорф», в системе которого он провёл семь лет, после чего перебрался в «Бремерхафен» и с юниорами выступал в северной региональной лиге. Весной 2008 года начал играть в основе этой команды и сразу же помог выйти в Северо-Восточную лигу Германии. Накануне сезона 2008/09 был примечен скаутами «Гамбурга». В августе хавбек уже перебрался в ряды «динозавров» и сыграл несколько матчей в составе команды до 19 лет.

## Клубная карьера
16 августа 2008 года дебютировал за юношескую команду в матче против «Ганновера» (1:3), забив в этом же матче первый гол за новую команду. Также Хан играл и за резервную команду «Гамбурга», дебютировав в ней 31 августа 2008 года в матче против «Любека» (2:1). Свой первый гол за резервную команду Хан отправил 15 октября 2008 года в ворота клуба «Альтона 93».
Летом 2010 года Хан перешёл в «Обернойланд», где за полгода выступлений в Регионаллиге забил 8 голов в 15 матчах. Зимой 2011 года он перешёл в «Кобленц», где он дебютировал во втором туре второго круга в матче против аленского «Рот-Вайсса». По окончании сезона «Кобленц» вылетел из третьего дивизиона, и Хан покинул команду, подписав контракт с «Киккерсом» из Оффенбаха. В этом клубе Андре превратился в плеймейкера. В дебютном сезоне провёл 31 матч в рамках третьего дивизиона Германии, забил 3 мяча в ворота «Рот-Вайсса», «Карла» и «Оснабрюка».

### Бундеслига
18 января 2013 года Хан перешёл в «Аугсбург», подписав контракт до 2016 года. Два дня спустя он дебютировал в Бундеслиге в матче против дюссельдорфской «Фортуны» (3:2). До конца сезона провёл 12 матчей, забитыми голами не отличался, но был одним из лидеров средней линии поля. Новый сезон начал в стартовом составе, однако по-прежнему мало забивал. Свой первый гол в Бундеслиге Хан забил 27 сентября 2013 года в ворота мёнхенгладбахской «Боруссии» (2:2). На финише сезона имел в своём активе 12 голов 9 голевых передач, а «Аугсбург» занимал комфортное место в верхней части турнирной таблицы.
30 марта 2014 года было объявлено, что Хан подписал контракт с мёнхенгладбахской «Боруссией» до 2018 года.
29 июня 2017 года Хан перешёл в «Гамбург» и подписал контракт до 2021 года.
30 мая 2018 года, после вылета «Гамбурга» из Бундеслиги, Хан вернулся в «Аугсбург», заключив с клубом четырёхлетний контракт.

## Карьера в сборной
28 февраля 2014 года Хан был вызван в сборную Германии на товарищеский матч против сборной Чили, однако на поле не вышел. 13 мая стал одним из 12 футболистов, дебютировавших в сборной в матче с Польшей (0:0). Хан был включен Лёвом в расширенный список кандидатов для поездки на мировое первенство в Бразилию, однако впоследствии уступил место хавбеку мёнхенгладбахской «Боруссии» Кристофу Крамеру. Тем не менее, Андре успел сыграть в контрольном матче против Польши, став, таким образом, первым игроком сборной в истории «Аугсбурга» с 1962 года.